# Militieombudsmannen
Militieombudsmannen (MO) var i Sverige en av riksdagens ombudsmän 1915–1968, då ämbetet slogs samman med Justitieombudsmannen (JO). MO verkade som en särskild ombudsman för militären och hade till uppgift att utöva tillsyn över lagar och författningars efterlevnad inom krigsmakten, bortsett från militärtekniska åtgärder.

## Bakgrund
Militieombudsmannen infördes 1915 som ett led i försvarsfrågans lösning. Förslag om inrättandet av en särskild ombudsman för försvaret framfördes första gången 1901 i en motion av Karl Staaff. Han framhöll att den kontroll över försvarsväsendet, som Justitieombudsmannen dittills utövat, inte var tillräcklig, särskilt inte då den nya härordningen genomfördes. I motionen föreslogs att ett nytt ämbete skulle inrättas efter mönster av justitieombudsmannaämbetet. Förslaget föll i riksdagen på första kammarens motstånd. Staff lade fram liknande motioner vid riksdagarna 1903 och 1904, med samma resultat. Då motionen förnyades 1908, tillsammans med andra ledamöter av andra kammaren, blev beslutet en skrivelse till Kunglig Majestät om en utredning. 
Efter en utredning gjord av särskilda sakkunniga tillsatte Kunglig Majestät 11 december 1908 den så kallade Civilkommissionen (”kommission för undersökning af vissa förhållanden inom rikets försvarsväsende”), med uppgift att granska upphandlingen och kontrollväsendet inom krigsmakten. Vidare skulle den granska manskapets behandling och omvårdnad samt försvarsväsendets skötsel i allmänhet. Civilkommissionens sista sammanträde ägde rum 30 juni 1915.
Militieombudsmannens uppgifter hade ursprungligen handlagts hos Justitieombudsmannen och återfördes till denne när ämbetet avvecklades 1968. Denna avveckling gjordes i samband med en utökning av antalet justitieombudsmän och lär delvis har berott på att MO hade relativt få ärenden samtidigt som JO var överlupen med arbete. En relativt stor del av Militieombudsmannens ärenden skall ha varit sådant som åtminstone på den tiden betraktades som obefogade anmälningar vilka inte föranledde någon åtgärd, exempelvis soldater som kände sig kränkta av befäl. Med anledning av detta och förkortningen MO fick militieombudsmannen därför smeknamnet Moster Olga.

## Civilkommissionens ordförande
- 1908–1911 Gustaf Björlin (1845–1922)
- 1911–1915 Erik Nilson (1862–1925)

## Militieombudsmän
- 1915–1919 Axel Östergren (1866-1929)
- 1919–1924 Gustaf Lindstedt (1883–1977)
- 1924–1926 John Samuelson (1881–1963)
- 1926–1930 Gunnar Bendz (1883–1947)
- 1930–1933 Holger Elliot (1887–1972)
- 1933–1936 Torsten Petersson (1891–1972)
- 1936–1941 Sture Centerwall (1887–1964)
- 1941–1946 Ivar Wieslander (1891–1971)
- 1946–1948 Nils Regner (1902–1978)
- 1948–1961 Erik Wilhelmsson (1894–1970)
- 1961–1968 Hugo Henkow (1908–2004)

## Ställföreträdande militieombudsmän
- 1941–1943 Johan Nordenfalk (1897–1980)
- 1943–1944 Halvar Lech (1894–1977)
- 1944–1946 Nils Regner (1902–1978)
- 1946–1948 Erik Wilhelmsson (1894–1970)
- 1948–1961 Hugo Henkow (1908–2004)
- 1961–1968 Gunnar Thyresson (1912–1984)